# Pesaro
Pesaro este o comună din provincia Pesaro e Urbino, regiunea Marche, Italia, cu o populație de 95.376 locuitori (1 ianuarie 2023) și o suprafață de 126,77 km².
Este orașul natal al compozitorului Giaocchino Rossini.

## Imagini foto

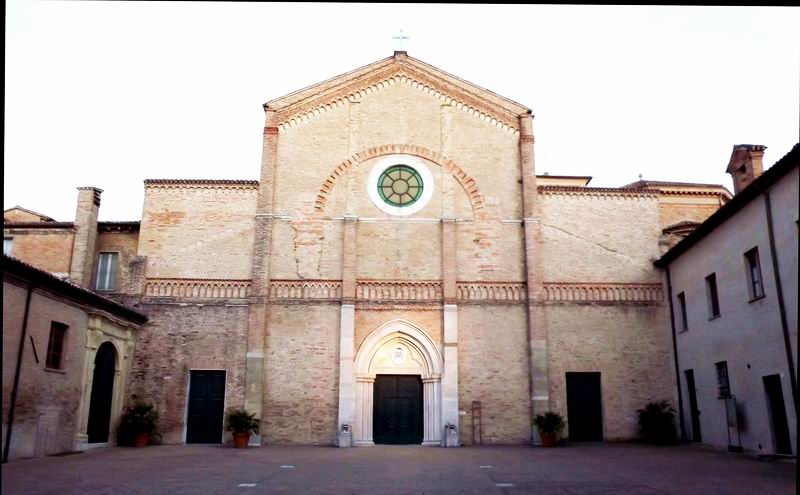
Biserica catedrala
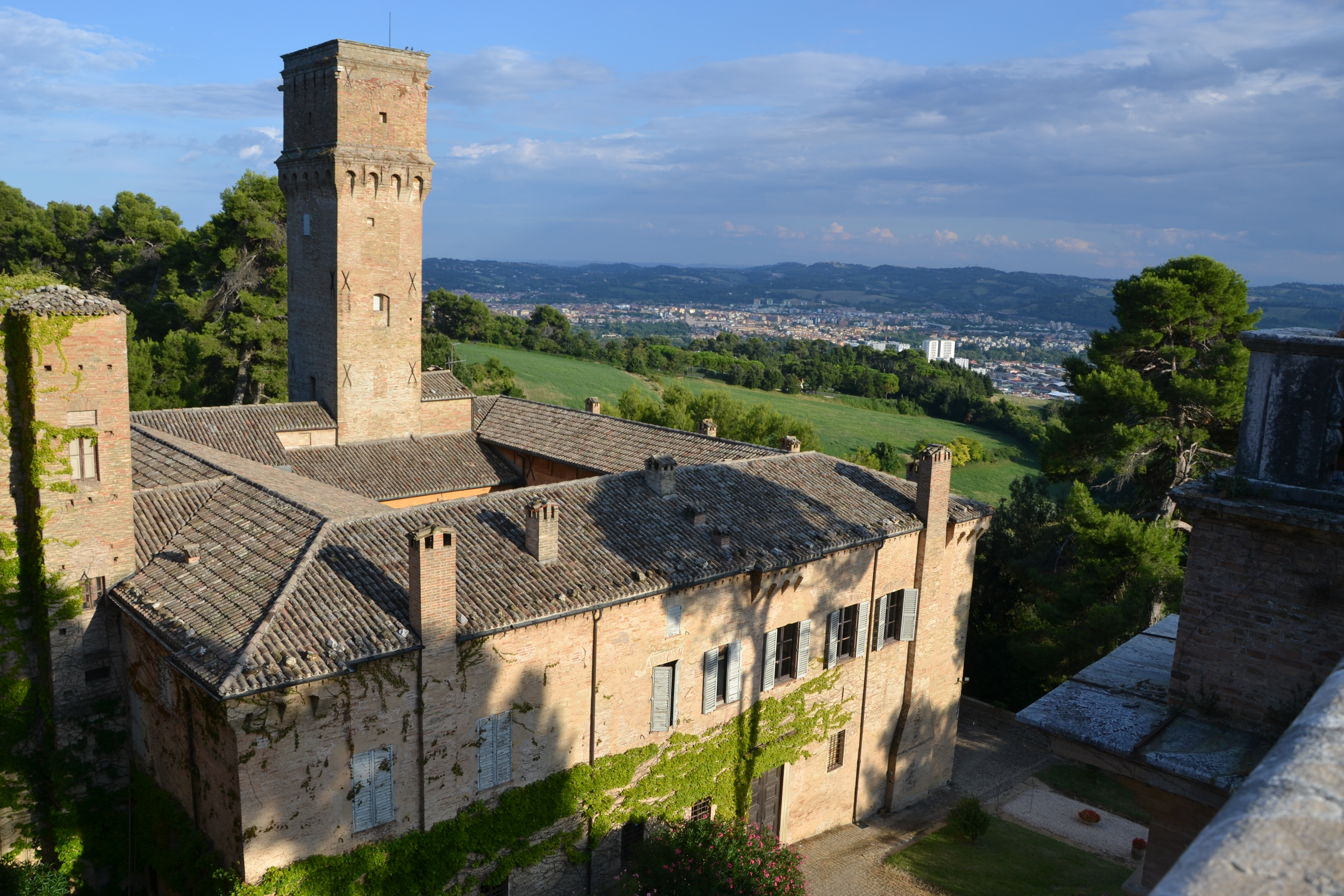
Villa Imperiale

## Personalități născute aici
- Federico Ubaldo della Rovere (1605 - 1623), duce de Urbino;
- Clement al XI-lea (1649 - 1721), papă;
- Gioachino Rossini (1792 - 1868), compozitor de operă;
- Vito D'Ancona (1825 - 1884), pictor;
- Renata Tebaldi (1922 - 2004), cântăreață de operă, soprană lirică;
- Arnaldo Forlani (1925 - 2023), politician, fost premier;
- Gianni Morbidelli (n. 1968), pilot de Formula 1;
- Massimo Ambrosini (n. 1977), fotbalist;
- Luca Nardi (n. 2003), tenismen.

## Demografie
Pesaro - evoluția demografică

|  | Graficele sunt indisponibile din cauza unor probleme tehnice. Mai multe informații se găsesc la Phabricator și la wiki-ul MediaWiki. |

Date: Recensăminte sau birourile de statistică - grafică realizată de Wikipedia